# Sonny's Dream (Birth of the New Cool)
| Recensione | Giudizio |
| ---------- | -------- |
| AllMusic   | [ 1 ]    |

Sonny's Dream (Birth of the New Cool) è un album discografico a nome della The Sonny Criss Orchestra, pubblicato dalla casa discografica Prestige Records nell'ottobre del 1968.

## Tracce
Tutti i brani sono stati composti da Horace Tapscott
Lato A
1. Sonny's Dream – 7:30
2. Ballad for Samuel – 4:18
3. The Black Apostles – 5:48

Lato B
1. The Golden Pearl – 5:06
2. Daughter of Cochise – 7:31
3. Sandy and Niles – 5:24

Edizione CD del 1992, pubblicato dalla Prestige Records (P-7576)
Tutti i brani sono stati composti da Horace Tapscott
1. Sonny's Dream – 7:30
2. Ballad for Samuel – 4:18
3. The Black Apostles – 5:48
4. The Golden Pearl – 5:06
5. Daughter of Cochise – 7:31
6. Sandy and Niles – 5:24
7. The Golden Pearl – 5:01 – Bonus Track - Previously Unissued Alternate
8. Sonny's Dream – 4:18 – Bonus Track - Previously Unissued Alternate

## Musicisti
- Sonny Criss - sassofono alto, sassofono soprano
- David Sherr - sassofono alto
- Teddy Edwards - sassofono tenore
- Pete Christlieb - sassofono baritono
- Conte Candoli - tromba
- Dick Nash - trombone
- Ray Draper - tuba
- Tommy Flanagan - pianoforte
- Al McKibbon - contrabbasso
- Everett Brown, Jr. - batteria
- Horace Tapscott - arrangiamenti, conduttore musicale[3]

Note aggiuntive
- Don Schlitten - produttore
- Registrazioni effettuate l'8 maggio 1968 a Los Angeles, California (Stati Uniti)[3]
- Mickey Crawford - ingegnere delle registrazioni[4]